# Shannon senza pietà
Shannon senza pietà è un film del 1972 diretto da Gordon Hessler tratto da un romanzo di Stephen Coulter.

## Trama
Una spia russa viene incaricata di uccidere un disertore sovietico che si è rifugiato nell'ambasciata americana a Beirut.